# Ами, Франсиско Хавьер
Франсиско Хавьер Ами (исп. Francisco Javier Amy; 2 августа 1837, Арройо, Пуэрто-Рико — 30 ноября 1912, Сан-Хуан) — пуэрто-риканский поэт и переводчик.
С 14 лет жил в США, окончил Епископальную академию в Чешире (Коннектикут), публиковался в литературных журналах Новой Англии. В дальнейшем делил свою жизнь между своей родиной и США. В 1868 году получил американское гражданство, после чего провёл около 20 лет в городе Понсе как коммерческий представитель североамериканской торговой фирмы, одновременно занимаясь литературной работой. В 1883 году был среди соучредителей (вместе с Зено Гандией) газеты El Estudio. В 1890-е гг. издавал в Нью-Йорке ежемесячный иллюстрированный журнал La Gaceta Ilustrada. После аннексии Пуэрто-Рико американцами в 1898 году работал официальным переводчиком американской администрации.
Опубликовал книгу стихов «Отзвуки и заметки» (исп. Ecos y notas; 1884) и сборник стихов и прозы «Прописные буквы» (исп. Letras de molde; 1891). Напечатал английский перевод повести Педро Антонио де Аларкона «Треугольная шляпа» (1891, под названием англ. The Cocked Hat). Переводил поэзию с английского на испанский и с испанского на английский; основные переводы в обе стороны собраны в составленной им антологии-хрестоматии «Двуязычная муза» (исп. Musa bilingüe; 1903), включающей и работы других переводчиков. Среди англоязычных поэтов, переведённых Ами, были Томас Мур, Томас Гуд, Ли Хант (стихотворение «Абу бен Адам»), Уильям Каллен Брайант, Генри Лонгфелло, Джон Гринлиф Уиттьер, Уолт Уитмен, среди испаноязычных — кубинские и пуэрто-риканские поэты Хосе Хасинто Миланес, Рафаэль Мария де Мендиве, Хосе Готье Бенитес, Франсиско Сельен.